# Dipturus healdi
Dipturus healdi  (лат.) — вид хрящевых рыб семейства ромбовых скатов отряда скатообразных. Обитают в центрально-восточной части Индийского океана. Встречаются на глубине до 520 м. Их крупные, уплощённые грудные плавники образуют диск в виде ромба со удлинённым и заострённым рылом. Максимальная зарегистрированная длина 72,3 см. Откладывают яйца. Не являются объектом целевого промысла.

## Таксономия
Впервые вид был научно описан в 2008 году. Голотип представляет собой взрослого самца длиной 57,9 см, пойманного у берегов Западной Австралии (18°02′ ю. ш. 118°14′ в. д.) на глубине 388—392 м. Паратипы: самки длиной 30,2—67,3 см, неполовозрелая самка длиной 13,9 см, неполовозрелые самцы длиной 13,8—42,4 см и взрослые самцы длиной 52,5—58,7 см, пойманные там же на глубине 388—433 м. Вид назван в честь сотрудника департамента рыболовства Австралии Дэвида Хильда, который первым поймал особь нового вида. 

## Ареал
Эти батидемерсальные скаты являются эндемиками вод Западной Австралии. Встречаются в верхней части материкового склона на глубине от 304 до 520 м.

## Описание
Широкие и плоские грудные плавники этих скатов образуют ромбический диск с округлым рылом и закруглёнными краями. На вентральной стороне диска расположены 5 жаберных щелей, ноздри и рот. На длинном хвосте имеются латеральные складки. У этих скатов 2 редуцированных спинных плавника и редуцированный хвостовой плавник.
Ширина диска в 1,1—1,2 раза больше длины и равна 64—68 % длины тела. Удлинённое и заострённое рыло образует угол 64—74°. Длина хвоста составляет0,8 расстояния от кончика рыла до клоаки. Хвост тонкий, округлый в поперечнике. Ширина хвоста в средней части и у основания первого спинного плавника равна 1,5—1,8 его высоты. Расстояние от кончика рыла до верхней челюсти составляет 19—22 % длины тела и в 2,3—2,7 раза превосходит дистанцию между ноздрями. Длина головы по вентральной стороне равна 33—35 % длины тела. Длина рыла в 3,9—4,6 превосходит, а диаметр глаза равен 53—85 % межглазничного пространства. Высота первого спинного плавника в 1,6—2,4 раза больше длины его основания. Расстояние между началом основания первого спинного плавника и кончиком хвоста в 2,8—3,2 раза превосходит длину его основания и в 2,2—3,2 длину хвостового плавника. Брюшные плавники среднего размера. У половозрелых самцов длина задней лопасти составляет 17—18 %, а длина класперов 27—28 % длины тела, длина передней лопасти равна 69—74 % длины задней лопасти. Передний край диска взрослых самцов покрыт колючей полосой. Затылочные шипы отсутствуют, маларные колючки мелкие. У самцов хвост покрыт одним рядом колючек . У самок имеются 1—2 дополнительных латеральных ряда. Грудные плавники образованы 74—79 лучами. Количество позвонков 121—128. На верхней челюсти имеются 34—40 зубных рядов. Дорсальная поверхность диска ровного желтовато-коричневого цвета. Вентральная поверхность серого цвета, края бледнее основного фона. Жаберная область беловатая. Рыло черноватое. Чувствительные поры, расположенные на вентральной стороне диска, очень маленькие, с тёмными краями. Максимальная зарегистрированная длина 72,3 см.

## Биология
Подобно прочим ромбовым эти скаты откладывают яйца, заключённые в жёсткую роговую капсулу с выступами на концах. Эмбрионы питаются исключительно желтком. Самцы достигают половой зрелости при длине 50 см. Наименьшая свободноплавающая особь имела в длину 13,8 см.

## Взаимодействие с человеком
Эти скаты не являются объектом целевого промысла. Потенциально могут попадаться в качестве прилова. Международный союз охраны природы присвоил виду охранный статус «Вызывающий наименьшие опасения».